# Portugal (Kurzfilm)
Portugal ist ein US-amerikanischer dokumentarischer Kurzfilm von Ben Sharpsteen aus dem Jahr 1957, der auch als Produzent auftrat. Sharpsteen war mit dem Film für einen Oscar nominiert.

## Inhalt

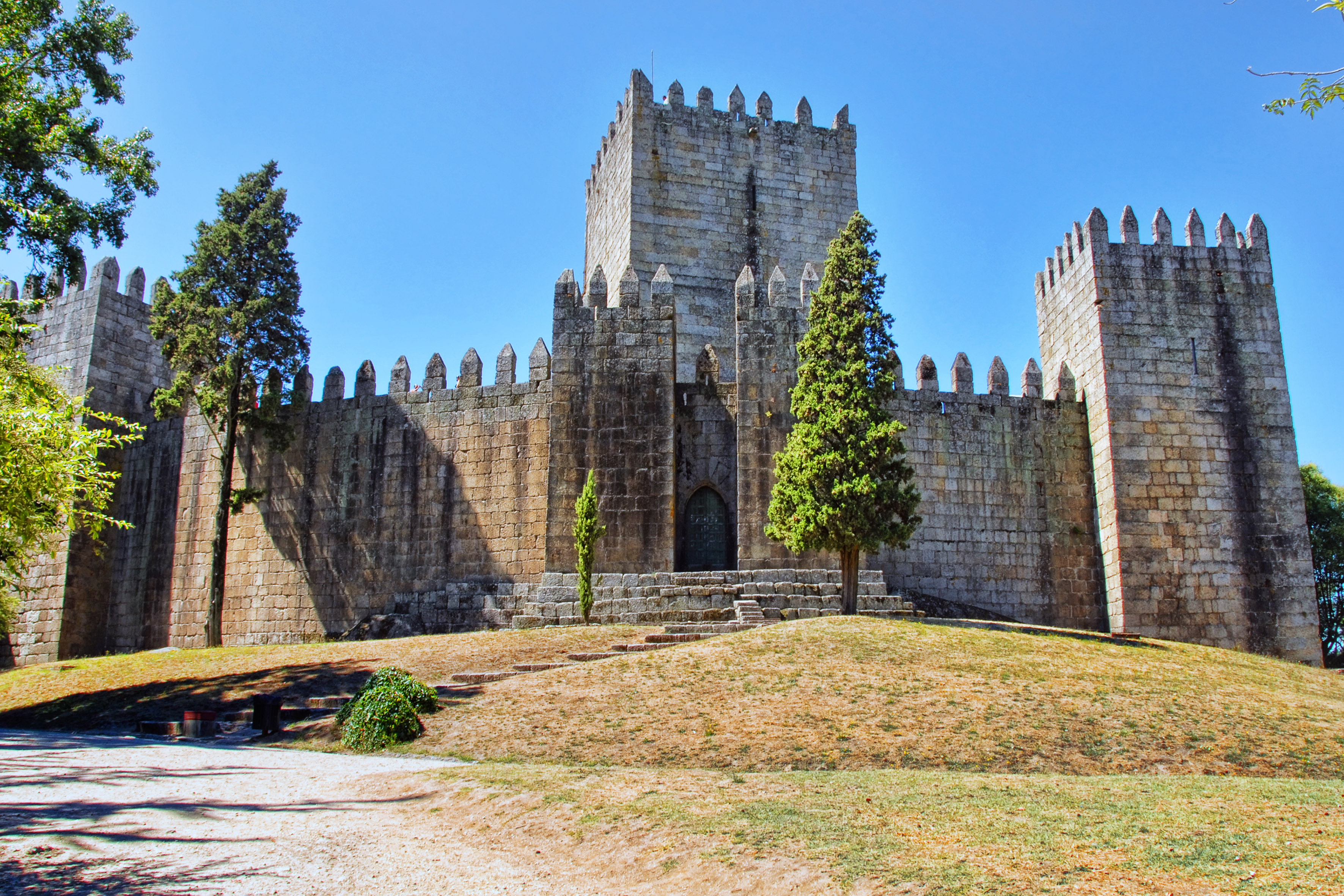
Die Festung von Guimarães, das Hauptsymbol für Portugals Unabhängigkeit

Der Film befasst sich mit den Menschen, der Geschichte, der Kultur und den geografischen Gegebenheiten des im Westen der Iberischen Halbinsel gelegenen europäischen Staates Portugal zu dessen Staatsgebiet auch die Inseln der Azoren und Madeira gehören. 
Gezeigt wird auch die Festung von Guimarães, die als Hauptsymbol für Portugals Unabhängigkeit gilt und eine der am besten erhaltenen romanischen Festungen Portugals ist.

## Produktion, Veröffentlichung
Produziert wurde der Film von Walt Disney Productions, vertrieben von der Buena Vista Film Distribution Company. Der Film gehört zu Walt Disneys Filmreihe Land und Leute, die im Zeitraum 1953 bis 1960 produziert wurde und 17 Filme hervorbrachte. Es ist der zehnte Film der Reihe.
Portugal wurde in den USA am 25. Dezember 1957 erstmals veröffentlicht. In Japan erfolgte eine Veröffentlichung am 25. Dezember 1958, in Schweden am 3. Juli 1961.

## Auszeichnung
Ben Sharpsteen war auf der Oscarverleihung 1958 mit dem Film in der Kategorie „Bester Kurzfilm“ (Live Action) für einen Oscar nominiert, konnte sich jedoch nicht gegen Larry Lansburgh und den von diesem produzierten Film The Wetback Hound über einen jungen Hund, der davonläuft, durchsetzen.